# Burn All My Letters
Burn All My Letters (Originaltitel Bränn alla mina brev) ist ein Filmdrama von Björn Runge, das im September 2022 in die schwedischen Kinos kam. Der Film basiert auf dem gleichnamigen Roman von Alex Schulman, in dem dieser von der Ehe seiner Großeltern Karin und Sven Stolpe und ihrer Liebschaft mit dem Schriftsteller Olof Lagercrantz erzählt.

## Handlung
In den 1930er Jahren. Karin Stolpe, eine junge Intellektuelle, ist zwischen ihrer komplizierten Beziehung mit ihrem Ehemann Sven Stolpe hin- und hergerissen ist. Sie hat eine Liebesaffäre mit Olof Lagercrantz begonnen, der ebenfalls Schriftsteller ist. Das Geheimnis über diese Dreiecksbeziehung lastete jedoch bis Ende der 1980er Jahre schwer auf Karin und Svens Enkel Alex Schulman. Die Beziehung mit seiner Frau Amanda ist schwierig geworden. Er beginnt, seine Familiengeschichte zu erforschen, um sich selbst besser zu verstehen. Was er jedoch über seine Großmutter herausfindet, hat tiefgreifende Auswirkungen auf seine Ehe.

## Biografisches und literarische Vorlage
Der schwedische Schriftsteller, Übersetzer, Journalist und Literaturkritiker Sven Stolpe heiratet 1931 die Autorin und Übersetzerin Karin Maria von Euler-Chelpin. Sie war die Tochter des Chemikers und Nobelpreisträgers Hans von Euler-Chelpin und der Naturwissenschaftlerin Astrid Cleve. Das Paar hatte vier Kinder. Sven Stolpe starb 1996, seine Ehefrau 2003.
Der Film basiert auf dem Roman Bränn alla mina brev von Alex Schulman aus dem Jahr 2018, der auch in einer englischen Übersetzung unter dem Titel Burn All My Letters veröffentlicht wurde. Schulman ist der Enkel von Sven und Karin Stolpe. Seine Mutter ist deren Tochter Lisette Schulman. Er wurde 1976 in Hemmesdynge geboren. Sein erster Roman Die Überlebenden erschien in 31 Ländern und wurde von der schwedischen Presse gefeiert. Er stand dort wochenlang auf Platz 1 der Bestsellerliste.

## Produktion
Regie führte der schwedische Filmemacher Björn Runge. Bereits bei seinem letzten Film Die Frau des Nobelpreisträgers mit Glenn Close und Jonathan Pryce in den Hauptrollen verfilmte er einen Roman. Veronica Zacco adaptierte Schulmans Roman für den Film.
In den Hauptrollen sind Bill Skarsgård als Sven Stolpe, Asta Kamma August als seine Ehefrau Karin und Gustav Lindh als deren Liebhaber Olof Lagercrantz zu sehen.
Die Dreharbeiten fanden 2021 in Schweden statt. Als Kameramann fungierte Stellan Runge.
Die Filmmusik komponiert Jacob Mühlrad. Runge hatte sich nach dessen Aufführung mit dem Royal Stockholm Symphony Orchestra an ihn gewandt.
Der Film kam am 23. September 2022 in den schwedischen Kinos.